# Та й нехай
«Та й нехай» — кінофільм режисера Джуліо Манфредонії, що вийшов на екрани в 2011 році.

## Зміст
Четто Ла Квалункве мріє про красиве життя. І він готовий використовувати всі засоби заради досягнення своїх цілей. Довгий час він перебував далеко від дому, але тепер повертається і розуміє, що його бізнес переживає не найкращі часи. З подорожі він приїхав не сам, а з новою супутницею та її донькою. Подумавши над дальшими планами, Четто вирішує, що політична кар'єра розв'яже всі його проблеми.

## Ролі
| Актор                 | Роль                                        |
| --------------------- | ------------------------------------------- |
| Антоніо Альбанезе     | Четто Ла Квалункве                          |
| Лоренца Індовіна      | Кармен Ла Квалункве                         |
| Давіде Джордано       | Мело Ла Квалункве                           |
| Сальваторе Канталупо  | Джованні Де Сантіс                          |
| Серджо Рубіні         | Джерардо (Джеррі) Салерно                   |
| Нікола Ріньянезе      | Піно Іноземець (узяв прізвище Ла Квалункве) |
| Антоніо Джерарді      | Лейтенант Кавалларо                         |
| Вероніка Да Сільва    | Кóса, південноамериканська подруга Четто    |
| Азія Ндіає            | Донька Коси                                 |
| Альфонсо Постільйоне  | Бухгалтер                                   |
| Массімо Каньїна       | Геометр                                     |
| Луїджі-Марія Бурруано | Підприємець, місцевий ватажок               |
| Манфреді Сааведра     | Блондин                                     |
| Массімо Де Лоренцо    | Калоджеро                                   |
| Мауріціо Коміто       | Коміто                                      |
| Антоніо Фульфаро      | Священник                                   |
| Маріо Кордова         | Удаваний інвалід                            |
| Джанлука Камміза      | Волонтер                                    |

## Знімальна група
- Режисер — Джуліо Манфредонія
- Сценарист — Антоніо Альбанезе, П'єро Ґверрера
- Продюсер — Доменіко Прокаччі
- Композитор — Банда Озіріс